# Sylvia Syms
Sylvia May Laura Syms OBE (6 de janeiro de 1934 – 27 de janeiro de 2023) foi uma atriz inglesa de teatro e cinema. Seus papéis mais conhecidos no cinema incluem My Teenage Daughter (1956), Woman in a Dressing Gown (1957), pelo qual foi indicada ao BAFTA Award, Ice Cold in Alex (1958), No Trees in the Street (1959), Victim (1961) e The Tamarind Seed (1974).
Conhecida como a "Grande Dama do Cinema Britânico", Syms foi uma atriz importante em filmes de meados da década de 1950 até meados da década de 1960, geralmente em filmes ingleses rígidos, em oposição a dramas de realismo de pia de cozinha, antes de se tornar mais uma atriz coadjuvante em papéis de cinema e televisão. Na televisão, ela era conhecida por seu papel recorrente como costureira Olive Woodhouse na soap opera da BBC EastEnders. Ela também foi uma notável atriz de teatro.
Syms interpretou a Rainha Elizabeth, a Rainha Mãe, na cinebiografia de 2006, A Rainha.

## Juventude e educação
Syms nasceu em Woolwich, Londres, Inglaterra, em 6 de janeiro de 1934, filha de Daisy (nascida Hale) e Edwin Syms, sindicalista e funcionário público. Com a eclosão da Segunda Guerra Mundial, Syms foi evacuada para Kent e posteriormente para Monmouthshire. Ela cresceu em Well Hall, Eltham.
Quando Syms tinha 12 anos, sua mãe morreu de tumor cerebral. Aos 16 anos, ela sofreu um colapso nervoso e pensou em tirar a própria vida até a intervenção da madrasta. Syms foi educada em escolas de conventos antes de decidir se tornar atriz e frequentar a Royal Academy of Dramatic Art, graduando-se em 1954. Mais tarde, ela serviu no conselho da RADA.
A carreira de Syms começou no teatro de repertório em Eastbourne e Bath. Ela fez sua estreia no West End em The Apple Cart com Noël Coward.

## Carreira cinematográfica
Syms apareceu em uma peça de TV The Romantic Young Lady. Isto levou a duas ofertas, uma para fazer um filme para Herbert Wilcox, My Teenage Daughter, outra para assinar um contrato de longo prazo com a Associated British. Ela aceitou ambas. Em My Teenage Daughter (1956), Syms interpretou a filha problemática de Anna Neagle. O filme fez sucesso de bilheteria britânica.
Para a Associated British ela fez No Time for Tears e depois apareceu em The Birthday Present. Syms teve o terceiro papel principal em Woman in a Dressing Gown do diretor J. Lee Thompson, que foi muito popular. Ela então fez o filme da Guerra Civil Inglesa, The Moonraker e o filme de guerra Ice Cold in Alex, também dirigido por Thompson. No início de 1958 ela fez um terceiro filme para Thompson, No Trees in the Street. Ela anunciou que faria sua primeira comédia nas telas, The Light Blue. Este se tornou Bachelor of Hearts. Em março de 1959, ela foi eleita a atriz de cinema do Variety Club de 1958.
Em 1959, Syms apareceu no filme Expresso Bongo como Maisie King, ao lado de Cliff Richard. Ela contracenou com Dirk Bogarde no filme Victim, de 1961, como a esposa de um advogado que é homossexual enrustido. Acredita-se que o filme tenha ampliado o debate que levou à descriminalização dos atos homossexuais em privado no Reino Unido.
Syms fez Ferry to Hong Kong, The World of Suzie Wong e Conspiracy of Hearts.
Syms viajou para a Irlanda para contracenar com Patrick McGoohan como a esposa de um homem condenado em The Quare Fellow.
Ela interpretou a esposa de Tony Hancock em The Punch and Judy Man. O filme também contou com a participação de seu sobrinho, Nick Webb. Em 1963, ela rescindiu seu contrato com a Associated British, que até então lhe garantia £ 10.000 por ano, mas que ela considerava muito restritivo. Ela apareceu em East of Sudan. Em 1965 ela apareceu no palco em Dual Marriageway.

## Carreira posterior
Outras comédias se seguiram, como The Big Job (1965) com Sid James e Bat Out of Hell (1967), mas foi pelo drama que ela ganhou aclamação, incluindo The Tamarind Seed (1974) com Julie Andrews e Omar Sharif, pela qual ela foi indicada ao BAFTA Award.
Em 1970, Syms mudou de direção interpretando Beatrice ao lado de Benedick de Julian Glover em uma produção de Muito Barulho por Nada de William Shakespeare. A produção da Prospect Theatre Company, dirigida por Tony Richardson, foi apresentada pela primeira vez no Festival Internacional de Edimburgo e posteriormente fez uma turnê pelo Reino Unido.
Syms apareceu na comédia de TV entre marido e mulher My Good Woman de 1972 a 1974 e no programa semanal da BBC Movie Quiz como um dos dois capitães de equipe.
Em 1975, Syms chefiou o júri do 25º Festival Internacional de Cinema de Berlim.
Em 1989, Syms estrelou a história de Doctor Who, Ghost Light. Pouco depois do fim do mandato da primeira-ministra britânica Margaret Thatcher em 1990, Syms a retratou em Thatcher: The Final Days (1991), um telefilme de Granada para a ITV, que dramatiza os acontecimentos em torno da remoção de Thatcher do poder, papel que ela recriou para o palco. De 2000 a 2003, ela interpretou Marion Riley na comédia dramática da ITV At Home with the Braithwaites. Ela também participou do seriado The Jury (2002) e no mesmo ano contribuiu com o Soneto 142 para a coletânea When Love Speaks.
Para a cinebiografia de Stephen Frears, A Rainha (2006), Syms foi escalada como a Rainha Elizabeth, a Rainha Mãe. Ela também apareceu em The Poseidon Adventure (2005), um telefilme americano que foi um remake solto do longa-metragem de 1972. Syms também começou a produzir e dirigir.
Em 2009, Syms apareceu no filme Is Anybody There? ao lado de Michael Caine e Anne-Marie Duff.
Em 2009, ela participou da série dramática da ITV Collision. Em 2010, ela estrelou como paciente na série dramática da BBC One, Casualty, tendo interpretado uma personagem diferente em um episódio em 2007. Syms também apareceu como outra personagem na série irmã de Casualty, Holby City, em 2003. De 2007 a 2010, ela teve um papel recorrente em EastEnders da BBC One, interpretando a costureira Olive Woodhouse. Em 2010, Syms participou de The Young Ones, da BBC, uma série em que seis celebridades na casa dos setenta e oitenta anos tentam superar alguns dos problemas do envelhecimento, voltando à década de 1970. De 2013 a 2019, Syms foi a narradora de Talking Pictures, que foi ao ar na BBC Two.
Syms teve vários papéis no teatro, inclusive em produções de Much Ado About Nothing, Who's Afraid of Virginia Woolf? e Antony and Cleopatra.

## Vida pessoal
De 9 de junho de 1956 a 1989, Syms foi casada com Alan Edney, com quem namorou desde a adolescência. Em 1961 eles perderam uma filha, Jessica. Mais tarde naquele ano, Syms e seu marido adotaram um filho, Benjamin Mark. Em outubro de 1962 ela deu à luz uma filha, Beatie Edney, que também é atriz. Syms e seu marido se divorciaram em 1989, quando ela descobriu que ele tinha uma amante há vários anos e que eles compartilhavam uma filha de dois anos.
Ela era tia dos músicos Nick e Alex Webb.
Syms foi uma apoiadora de longa data da Stars Foundation for Cerebral Palsy, servindo em seu conselho como oficial por 16 anos até 2020, com a cantora Vera Lynn.
No último ano de sua vida, Syms morou em Denville Hall, uma casa de repouso para atores em Londres. Ela morreu lá em 27 de janeiro de 2023, três semanas após seu 89º aniversário.

## Legado
Nas palavras da revista Filmink:
Não creio que nenhuma atriz do cinema de língua inglesa desta época tivesse tantos interesses amorosos quanto Sylvia Syms. Ajudou o fato de ela ser linda, é claro... que ela pudesse atuar: é difícil pensar em uma atuação ruim de Sylvia Syms – às vezes ela era mal interpretada, mas nunca ruim. Ela sempre trouxe um nível de inteligência para seus papéis, juntamente com um senso de diversão. E ela era altamente adepta de interpretar "lava ardente de emoção e sensualidade sob uma fachada aparentemente direta e sensata" que a tornava - e isso significa nada além do maior respeito pelos recém-falecidos - sexy como o inferno.

## Filmografia
Fonte:

### Cinema
- 1955 The Driving Seat como Sylvia Bayton
- 1956 My Teenage Daughter como Janet Carr
- 1957 The Birthday Present como Jean Scott
         Woman in a Dressing Gown como Georgie
         No Time for Tears como Enfermeira Margaret Collier
- 1958 The Moonraker como Anne Wyndham
         Ice Cold in Alex como Irmã Diana Murdoch
         Bachelor of Hearts como Ann Wainwright
- 1959 No Trees in the Street como Hetty
         Ferry to Hong Kong como Liz Ferrers
         Expresso Bongo como Maisie King
- 1960 Conspiracy of Hearts como Irmã Mitya
         The World of Suzie Wong como Kay O'Neill
- 1961 Amazons of Rome como Clelia 
         Flame in the Streets como Kathie Palmer 
         Victim como Laura Farr
- 1962 The Quare Fellow como Kathleen
- 1963 The Punch and Judy Man como Delia Pinner
         The World Ten Times Over como Billa
- 1964 East of Sudan como Miss Woodville
- 1965 Operation Crossbow como Oficial de vôo Constance Babington-Smith
         The Big Job como Myrtle Robbins
- 1967 Danger Route como Barbara Canning
- 1968 Hostile Witness como Sheila Larkin
         The Fiction Makers como Amos Klein
- 1969 Run Wild, Run Free como Sra. Ransome
         The Desperados como Laura
- 1972 Asylum como Ruth
- 1974 The Tamarind Seed como Margaret Stephenson
- 1978 Give Us Tomorrow como Wendy Hammond
- 1980 There Goes the Bride como Ursula Westerby
- 1986 Absolute Beginners como Cynthia Eve
- 1988 A Chorus of Disapproval como Rebecca Huntley-Pike
- 1989 Shirley Valentine como Diretora
- 1992 Uma Luz na Escuridão como Mãe de Linda
- 1993 Dirty Weekend como Sra. Crosby
- 1994 Staggered como Margaret
- 1997 The House of Angelo como Sra. Harvey-Brown
- 1998 Food of Love como Alice Angelo
- 2002 Deep Down como Vera
- 2003 What a Girl Wants como Princesa Charlotte
         I'll Sleep When I'm Dead como Sra. Bartz
- 2004 Mavis and the Mermaid como Gioga
- 2006 A Rainha como Rainha Elizabeth, a Rainha Mãe
- 2008 Is Anybody There? como Lilian
- 2009 Bunny and the Bull como Hoteleira
- 2012 Booked Out como Sra. Nicholls 
         Run for Your Wife como Paciente hospitalar
- 2018 Together como Rosemary

### Televisão
- 1955 Life with the Lyons (13 de julho de 1955)
- 1955 The Romantic Young Lady
- 1962 It's a Square World (11 de agosto de 1962)
- 1964 The Saint ("The Noble Sportsman") como Lady Anne Yearley
- 1964 The Saint ("Jeannine") como Jeannine Roger
- 1965 Danger Man ("It's Up to the Lady") como Paula Glover
- 1965 The Human Jungle ("Success Machine") como Margo
- 1965 The Baron ("Farewell to Yesterday") como Cathy Dorne
- 1966 Bat out of Hell como Diana
- 1968 The Saint ("The Fiction Makers") como Amos Klein
- 1968 The Saint (T6,E1, "The Best Laid Schemes") como Arlene
- 1969 Strange Report
- 1971 Paul Temple
- 1972 The Adventurer
- 1972–1974 My Good Woman
- 1982 Nancy Astor como Nanaire Langhorne
- 1982 It's Your Move (Curta de TV) como A Esposa
- 1985 Miss Marple: A Murder is Announced como Sra Easterbrook
- 1989 Doctor Who (Ghost Light) como Sra Pritchard
- 1991 Thatcher: The Final Days como Margaret Thatcher
- 1991  como  - convidada no Dictionary Corner
- 1993 Mulberry como Primavera
- 1993–1995 Peak Practice como Isabel de Gines
- 1995 The Glass Virgin como Lady Constance
- 1998 Heartbeat ("Where There's a Will") como Peggy Tatton
- 1998 ‘’Neville’s Island (Telefilme) como Mrs Champness
- 2000–2003 At Home with the Braithwaites como Marion Riley
- 2002 Doctor Zhivago como Madame Fleury
- 2005 The Poseidon Adventure como Belle Rosen
- 2006 Dalziel and Pascoe episódio: "The Cave Woman" como Maisie Barron
- 2007, 2009, 2010 EastEnders como Olive Woodhouse
- 2008 New Tricks ("Communal Living") como Beatrice
- 2009 Blue Murder
- 2009 Agatha Christie's Marple ("Murder Is Easy") como Lavinia Enid Pinkerton
- 2010 Doctors
- 2011 Case Histories
- 2011 Rev. como Joan
- 2014 Playhouse Presents como Alice
- 2019 Gentleman Jack como Sra Rawson

### Teatro
- 1953 The Apple Cart - com Noël Coward
- 1966 Peter Pan
- 1970 Muito Barulho por Nada - Beatrice
- 1984 The Vortex
- 1985 Entertaining Mr Sloane - com Adam Ant
- 1988 Better in My Dreams - diretora
- 1991 Anthony and Cleopatra
- 1991 The Price - diretora
- 1992 The House of the Stairs
- 1993 For Services Rendered